# Northampton Castle
Northampton Castle är ett slott i Storbritannien.   Det ligger i grevskapet Northamptonshire och riksdelen England, i den södra delen av landet, 100 km nordväst om huvudstaden London. Northampton Castle ligger 66 meter över havet.
Terrängen runt Northampton Castle är huvudsakligen platt. Northampton Castle ligger nere i en dal. Runt Northampton Castle är det ganska tätbefolkat, med 207 invånare per kvadratkilometer. Närmaste större samhälle är Northampton, 2,0 km nordost om Northampton Castle. Trakten runt Northampton Castle består till största delen av jordbruksmark.